# Єврейське кладовище (Дубно)
Єврейське кладовище (Дубно) — історичне місце поховання єврейської спільноти міста Дубно, яке розміщувалося на околиці міста.

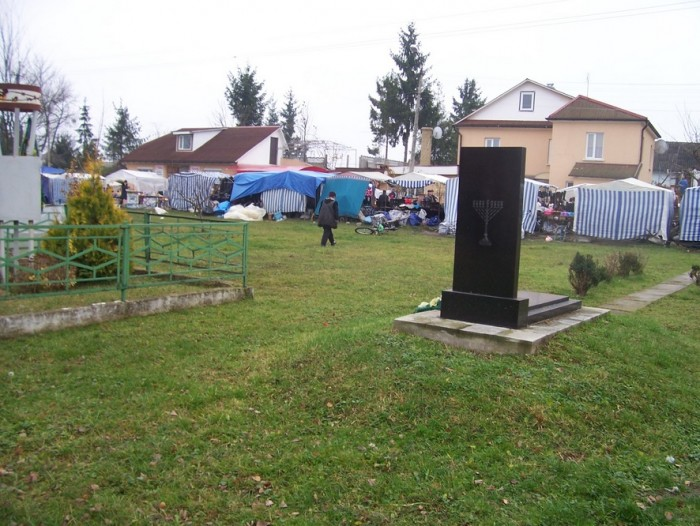
Пам'ятний знак на місці єврейського кладовища

Місцеві жителі та активісти обстоюють збереження історичного надбання міста. Нині[коли?] місцева влада, попри заперечення громадськості, почала роздавати земельні ділянки, що входять у межі єврейського кладовища, під приватне кафе. У подальших планах влади — розширення, шляхом зменшення території кладовища, кордонів комунального ринку, який належить Дубенському міській раді.